# 荒木駅前郵便局
荒木駅前郵便局（あらきえきまえゆうびんきょく）は福岡県久留米市にある郵便局である。民営化前の分類では無集配特定郵便局であった。

## 概要
住所：〒830-0062 福岡県久留米市荒木町白口3001-55
前身は、現在地の荒木駅前から約300m西方の荒木三差路交差点に面する位置にあった集配普通郵便局の久留米南郵便局である。久留米市に編入された旧筑邦町（旧荒木町・大善寺町・安武村）の区域について、郵便物集配業務を行っていた荒木郵便局（筑邦郵便局に改称）・大善寺郵便局のうち大善寺郵便局の集配業務を1968年（昭和43年）に廃止し、そのうち久留米市内の業務を筑邦郵便局に移管のうえ1970年（昭和45年）に改称・局種別改定したもので、集配世帯数約1万世帯、郵便ポスト数28、局員約50人を擁していた。管内に発着する郵便物の輸送については、久留米郵便局との間で自動車による局間伝送便が設定されていた他、荒木駅との局駅受渡便を介して鉄道郵便輸送も行われた。荒木駅での郵便物受け渡しの廃止後は専ら自動車輸送となった。
久留米市内の郵便物集配体制の再編に伴い、1995年（平成7年）10月に集配業務を久留米郵便局に移管して無集配局となり、同時に普通郵便局から特定郵便局へ局種別を改定した。その後、荒木駅の駅舎建替え・駅前整備を機会に1997年（平成9年）12月に現在地に移転し、荒木駅前郵便局に改称した。

## 沿革
- 1916年（大正5年）7月26日 - 荒木郵便局開設[8]。
- 1965年（昭和40年）10月1日 - 筑邦郵便局に改称[9]。当時の所在地は荒木駅の駅前広場西側に面した三潴郡筑邦町白口1877-10であった[8]。
- 1968年（昭和43年）6月30日 - 大善寺郵便局の郵便物集配業務を廃止[1]。同局の集配所管区域のうち久留米市に編入された旧筑邦町の区域については7月1日より当局に移管[10]。局舎位置は、荒木駅前から約300m西方の荒木三差路交差点に面した久留米市荒木町白口2268-4。
- 1970年（昭和45年）3月1日 - 久留米南郵便局に改称し、同時に特定郵便局から普通郵便局に局種別を改定[2]。
- 1995年（平成7年）10月9日 - 郵便物集配業務を久留米郵便局に移管し、無集配局となる[6]。同時に普通郵便局から特定郵便局に局種別を改定[7]。
- 1997年（平成9年）12月 - 現在地に移転し[3]、荒木駅前郵便局に改称。
- 2007年（平成19年）10月1日 - 民営化。
- 2012年（平成24年）10月1日 - 日本郵便株式会社発足。

## 取扱内容
集配業務は行わず、窓口業務のみ行う。
- 郵便、印紙、ゆうパック、内容証明
- 貯金、為替、振替、振込、国債
- 生命保険、バイク自賠責保険
- ゆうちょ銀行ATM

## 周辺
- 久留米市立荒木中学校
- 久留米市立荒木小学校

## アクセス
- JR鹿児島本線 荒木駅から徒歩約1分
- 駐車場あり: 5台